# Renfe série 269.85
La série 269-850 est une série de locomotives électriques de la Renfe, obtenue au début des années 2000 par accouplement permanent de deux machines de la série 269.8.

## Conception
Cette nouvelle série de « tandem » est beaucoup moins élaborée que les vraies tandem 289.1 sur lesquelles ont été réalisées de vraies modifications structurelles (création d'un sas d'intercommunication, suppression des cabines centrales, etc.). Il s'agit simplement de l'accouplement sous forme permanente d'une paire de 269-800. Le seul changement esthétique consiste à l'application de la nouvelle numérotation, dont les lettres blanches tranchent avec une livrée « taxi » parfois bien défraichie… Le procédé permet de doubler la puissance de traction, tout en faisant conduire la locomotive par un seul machiniste. Le coût de l'opération est minime, et résente l'avantage d'être réversible : en cas de besoin, ces machines pourront être désaccouplées et après réimmatriculation être utilisées de manière individuelle.
- Les 269-801 et 802 donnent naissance à la 269-851
- Les 269-803 et 807 donnent naissance à la 269-852
- Les 269-805 et 806 donnent naissance à la 269-853
- Les 269-804 et 808 donnent naissance à la 269-854
- Les 269-810 et 811 donnent naissance à la 269-855
- Les 269-809 et 812 donnent naissance à la 269-856
- Les 269-813 et 814 donnent naissance à la 269-857

## Service
Dès 2004, toute la série est rattachée à la nouvelle UN de Mercancias issue de la fusion des UN Cargas et Transportes combinados. Elles sont affectées au dépôt de Séville-Santa Justa et assurent depuis la traction des trains de marchandises lourds en Andalousie.